# Шеринг Тобгај
Шеринг Тобгај (џонгкански: ཚེ་རིང་སྟོབས་རྒྱས།; рођен 1965) је долазећи председник владе Бутана. На овој функцији налазио се од 2013. до 2018 године. Био је лидер опозиционе Народне демократске партије у Народној скупштини од 2008. до 2013. године. Од 2013. када је је Народна демократска партија победила на изборима постао је премијер. На изборима 2018. године његова партија изгубила је у првом кругу и више није парламентарна странка. 2024. Тобгај и његова странка поново добијају парламентарни статус и освајају апсолутном већином од 30 места. 

## Биографија
Шеринг Тобгај је рођен у месту Хаа, 19. септембра 1968. године. Средњу школу је завршио у Калимпонгу у Западном Бенгалу, у Индији. Диплому у области машинства стекао је 1990. године на Универзитету Питсбург, а мастер студије у области јавне управе завршио на Универзитету Харвард 2004. године.
Пре него што је почео да се бави политиком био је државни службеник. Каријеру је започео 1991. године у одељењу за Образовање. Године 1998. је основао и предводио Националну техничку обуку и радио као директор у Министарству рада и људских ресурса од 2003. до 2007. године.
Тобгај је један од оснивача Народне демократске партије. Она је прва партије у Бутану, регистрована 1. септембра 2007. године.. Партија је на Изборима за народну скупштину Бутана 2008. године освојила два од четрдесет и седам скупштинских места., па је Шеринг Тобгај био лидер опозиције у Народној скупштини од 2008. до 2013. године.
На изборима 2013. године, Нова демократска партија је постигла велики успех пошто је освојила 32 места у скупштини. Захваљујући том успеху за новог премијера је изабран Шеринг Тобгај. Он је на то место званично ступио 30. јула 2013. године.